# Кастельпагано
Кастельпагано, Кастельпаґано (італ. Castelpagano) — муніципалітет в Італії, у регіоні Кампанія, провінція Беневенто.
Кастельпагано розташоване на відстані близько 200 км на схід від Рима, 80 км на північний схід від Неаполя, 30 км на північ від Беневенто.
Населення — 1492 особи (2014).
Покровитель — Найсвятіший Спаситель.

## Демографія
Населення за роками:

Станом на 1 січня 2023 року в муніципалітеті офіційно проживали 42 іноземці з 8 країн, серед них 13 громадян країн Євросоюзу та 2 громадяни України.

## Сусідні муніципалітети
- Черчемаджоре
- Чирчелло
- Колле-Санніта
- Ричча
- Санта-Кроче-дель-Санніо